# Бекер (тауншип, округ Касс, Миннесота)
Бекер (англ. Becker) — тауншип в округе Касс, Миннесота, США. На 2000 год его население составило 485 человек.

## География
По данным Бюро переписи населения США площадь тауншипа составляет 96,6 км², из которых 94,0 км² занимает суша, а 2,6 км² — вода (2,66 %).

## Демография
По данным переписи населения 2000 года здесь находились 485 человек, 169 домохозяйств и 129 семей.  Плотность населения —  5,2 чел./км².  На территории тауншипа расположено 203 построек со средней плотностью 2,2 построек на один квадратный километр. Расовый состав населения: 97,32 % белых, 0,41 % коренных американцев, 1,24 % азиатов и 1,03 % приходится на две или более других рас.
Из 169 домохозяйств в 44,4 % воспитывались дети до 18 лет, в 63,3 % проживали супружеские пары, в 7,7 % проживали незамужние женщины и в 23,1 % домохозяйств проживали несемейные люди. 21,3 % домохозяйств состояли из одного человека, при том 8,9 % из — одиноких пожилых людей старше 65 лет. Средний размер домохозяйства — 2,87, а семьи — 3,32 человека.
33,0 % населения — младше 18 лет, 6,4 % — в возрасте от 18 до 24 лет, 28,5 % — от 25 до 44, 24,9 % — от 45 до 64, и 7,2 % — старше 65 лет. Средний возраст — 34 года. На каждые 100 женщин приходилось 104,6 мужчин.  На каждые 100 женщин старше 18 приходилось 105,7 мужчин.
Средний годовой доход домохозяйства составлял 35 795 долларов, а средний годовой доход семьи —  41 250 долларов. Средний доход мужчин —  34 375  долларов, в то время как у женщин — 23 333. Доход на душу населения составил 14 025 долларов. За чертой бедности находились 11,8 % семей и 14,6 % всего населения тауншипа, из которых 11,2 % младше 18 и 57,7 % старше 65 лет.